# Liem Swie King
Liem Swie King (28 de febrero de 1956) es un deportista indonesio que compitió en bádminton, en las modalidades individual y dobles. Ganó tres medallas en el Campeonato Mundial de Bádminton entre los años 1980 y 1985.

## Palmarés internacional
| Campeonato Mundial | Campeonato Mundial     | Campeonato Mundial | Campeonato Mundial |
| Año                | Lugar                  | Medalla            | Prueba             |
| ------------------ | ---------------------- | ------------------ | ------------------ |
| 1980               | Yakarta (Indonesia)    | Medalla de plata   | Individual         |
| 1983               | Copenhague (Dinamarca) | Medalla de plata   | Individual         |
| 1985               | Calgary (Canadá)       | Medalla de bronce  | Dobles             |